# Thalassodes antiquadraria
Thalassodes antiquadraria là một loài bướm đêm trong họ Geometridae.